# Karl Friedrich (Politiker, 1897)

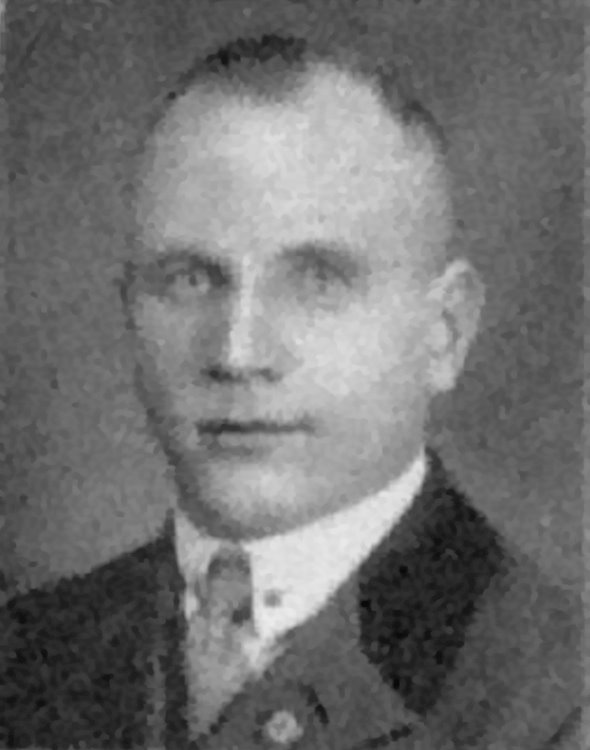
Karl Friedrich (1933)

Karl Friedrich (* 25. Januar 1897 in Mszanna; † 1945) war ein deutscher Politiker (NSDAP).

## Leben und Wirken
Nach dem Besuch der Volksschule und eines landwirtschaftlichen Seminars wurde Karl Friedrich an der Hochschule ausgebildet. Vom 25. September 1914 bis Ende 1918 nahm er am Ersten Weltkrieg teil, in dem er verwundet wurde. Anschließend arbeitete er als landwirtschaftlicher Beamter. 1928 wurde er selbständiger Bauer.
Zum 1. November 1929 trat er der NSDAP bei (Mitgliedsnummer 167.114), seit 1930 war er Kreisleiter der Partei. Von 1932 bis zur Auflösung dieser Körperschaft im Herbst 1933 war Friedrich Mitglied des Preußischen Landtages. Er kandidierte als Bauer in Friedrichshof-Altlangsow, Post Werbig. 1934 wurde er NSKK-Ehrenführer und Oberstfeldmeister im Reichsarbeitsdienst, 1935 Kreisbauernführer für den Kreis Lebus. Von November 1933 bis zur Ungültig-Erklärung seines Mandates am 12. Juli 1937 saß er als Abgeordneter für den Wahlkreis 5 (Frankfurt Oder) im nationalsozialistischen Reichstag. 
Friedrich hatte eine größere Summe unterschlagen, war 1937 zu einer mehrjährigen Gefängnisstrafe verurteilt und aus der Partei ausgeschlossen worden. Seit 1945 gilt er als verschollen.